# Banksia robur
Banksia des marais de l'est, Banksia des marais, Banksia à larges feuilles
Espèce
Classification phylogénétique
Banksia robur, connu localement sous le nom commun de banksia des marais ou plus rarement banksia à feuilles larges, est une espèce de plantes à fleurs du genre Banksia et de la famille des Proteaceae. C'est un arbrisseau endémique de l'Australie.
Il pousse sur du sable, ou du sable tourbeux, dans les régions côtières depuis Cooktown dans le nord du Queensland jusqu'à la région d'Illawarrasur la côte méridionale de la Nouvelle-Galles du Sud. On le rencontre souvent dans des zones saisonnièrement inondées.
Bien qu'il soit l'un des banksias originels récoltés par Joseph Banks autour de Botany Bay en 1770, il ne reçut son nom, par Cavanilles, qu'en 1800, à partir d'un spécimen type récolté par Luis Née en 1793.

## Description
C'est un arbrisseau étalé pouvant atteindre 2,5 mètres de haut, bien qu'il puisse devenir un peu plus grand en culture. Ses feuilles, vertes, coriaces, tannées, aux bords dentés, sont très grandes, jusqu'à 30 cm de long et 10 cm de large. Les nouvelles pousses sont très colorées, avec des reflets rouges, marron ou bruns, et couvertes d'un feutrage dense de poils bruns.
Les plantes provenant de zones différentes semblent fleurir à des époques différentes, certaines au printemps et en été, d'autres principalement en automne. Les grands et étonnants épis floraux, jusqu'à 15 cm de haut et 5-6 cm de large, sont vert métallique avec des styles rosâtres au début, virant ensuite au jaune crème avant de passer au bronze doré. À ce stade doré, les fleurs exhalent un parfum enivrant de caramel. Les fleurs passées virent au gris et persistent sur les vieux cônes, dissimulant les petits follicules. La plante possède un lignotuber et peut se régénérer à partir du sol après un incendie.
Des hybrides avec son proche parent, Banksia oblongifolia, peuvent parfois se rencontrer là où les deux espèces sont présentes (comme près de Bulli dans l'Illawarra), avec des caractères intermédiaires entre les deux parents.

## Culture
Comme Banksia robur pousse naturellement dans des zones humides (d'où son nom commun) sur des sols sableux, ce sont les meilleures conditions de culture. Il préfère les expositions ensoleillées et les apports d'eau, en particulier en phase de croissance active et en périodes sèches. La reproduction par les graines est fiable. Les tiges aoûtées de la taille d'un crayon font de bonnes boutures.

## Galerie

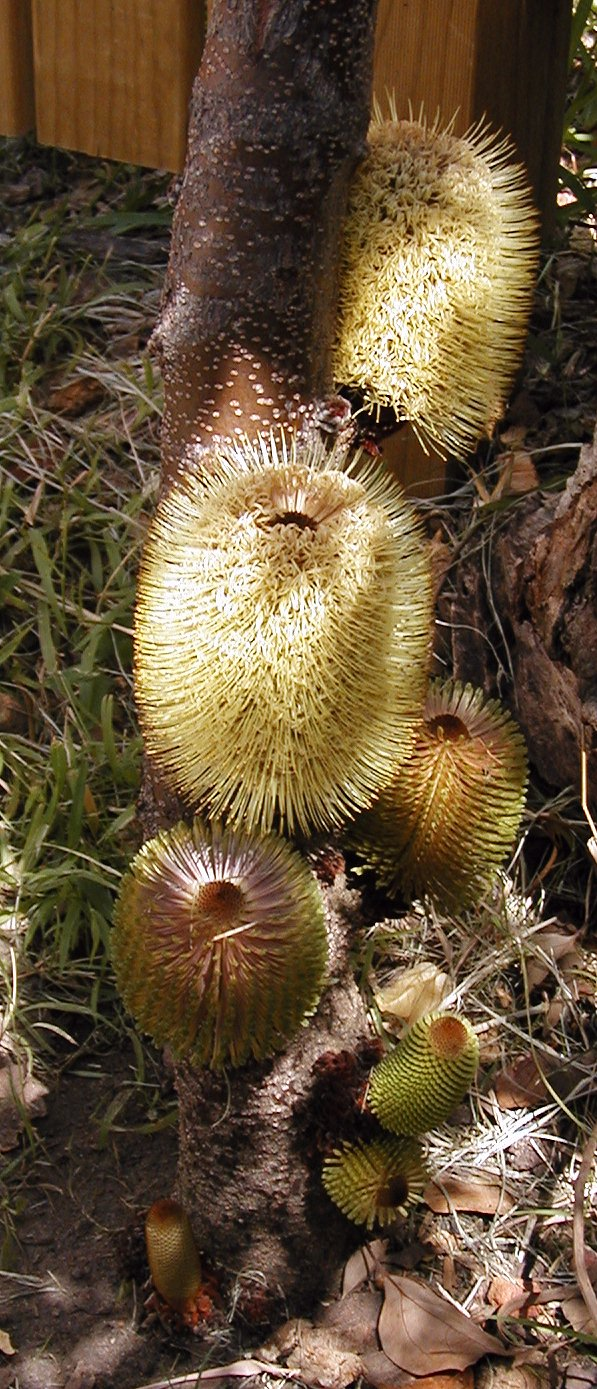
Fleurs à divers stades sur un tronc.
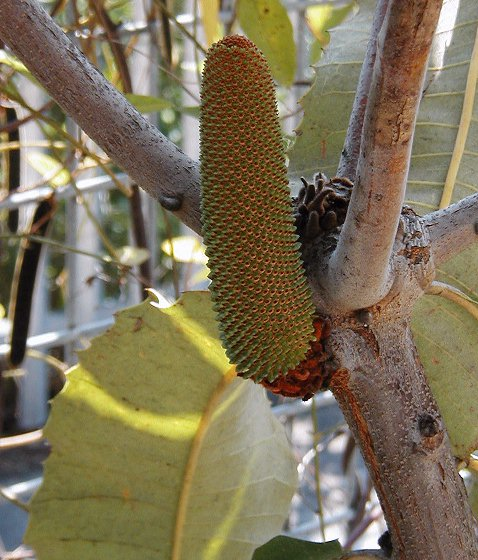
Jeune bourgeon en croissance.
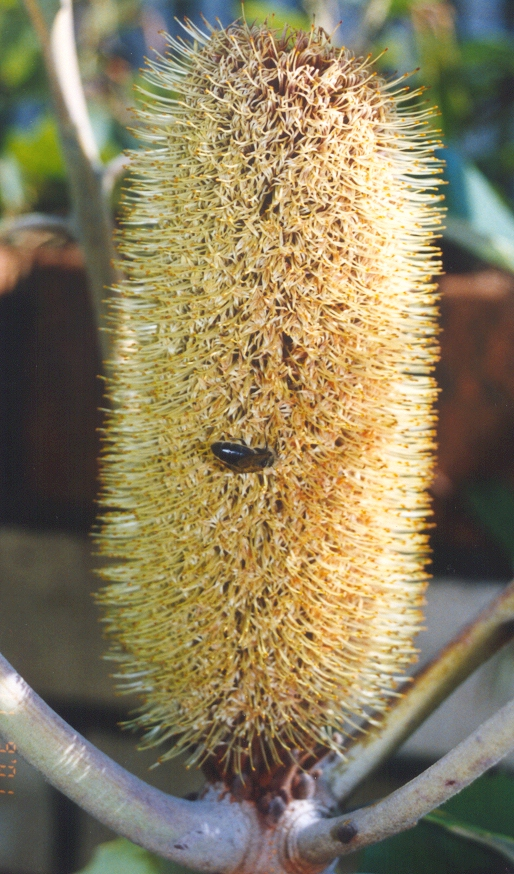
Inflorescence.